# (25258) Nathaniel
(25258) Nathaniel (1998 VU) – planetoida z pasa głównego asteroid okrążająca Słońce w ciągu 5,3 lat w średniej odległości 3,04 j.a. Odkryta 7 listopada 1998 roku.